# Paso de San Lorenzo, Tamiahua
Paso de San Lorenzo är en ort i Mexiko.   Den ligger i kommunen Tamiahua och delstaten Veracruz, i den sydöstra delen av landet, 260 km nordost om huvudstaden Mexico City. Paso de San Lorenzo ligger 17 meter över havet och antalet invånare är 315.
Terrängen runt Paso de San Lorenzo är platt, och sluttar österut. Runt Paso de San Lorenzo är det ganska glesbefolkat, med 34 invånare per kvadratkilometer. Närmaste större samhälle är Tamiahua, 9,3 km norr om Paso de San Lorenzo. Trakten runt Paso de San Lorenzo består till största delen av jordbruksmark.